# Bắt chước kiểu Bates

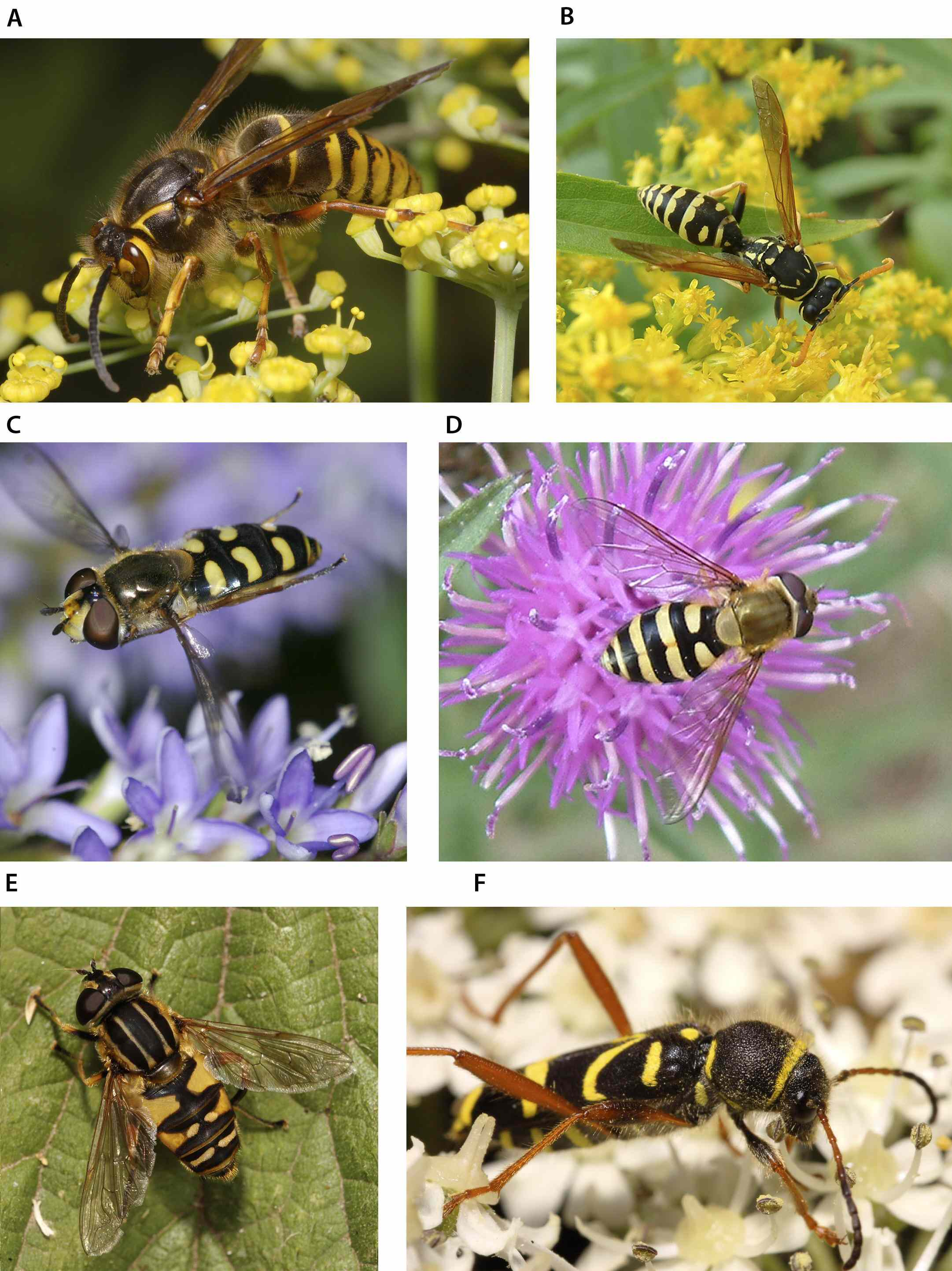
3 loài ruồi (C, D, E) và 1 loài xén tóc (F) giả trang thành ong (A, B) để cảnh cáo/đe dọa chim nào muốn ăn chúng

Bắt chước kiểu Bates là một kiểu bắt chước trong sinh học được đặt tên theo nhà tự nhiên học người Anh Henry Walter Bates. Trong kiểu bắt chước này thì một loài không độc hại giả trang giống như một loài độc hại nhằm tránh khỏi bị săn bắt bởi những loài ăn thịt chúng. Một ví dụ tiêu biểu nhất là loài ruồi giả ong giả trang thành ong để khiến cho chim chóc sợ mà không dám tấn công chúng. Một ví dụ khác là một số loài bướm giả trang thành loại khác có vị khó ăn khiến cho chim không muốn ăn chúng.
Bắt chước kiểu Bates là loại bắt chước thông thường nhất và được nghiên cứu kỹ lưỡng nhất. Sự bắt chước không chỉ giới hạn ở bề ngoài, màu sắc, hình dạng mà còn có thể bắt chước về mùi, về âm thanh, thái độ và động tác. Ví dụ có loài bướm đêm tuy không độc hại lại bắt chước phát ra tiếng siêu âm của những con bướm đêm khó ăn khiến cho dơi không dám ăn chúng.

## Hình ảnh

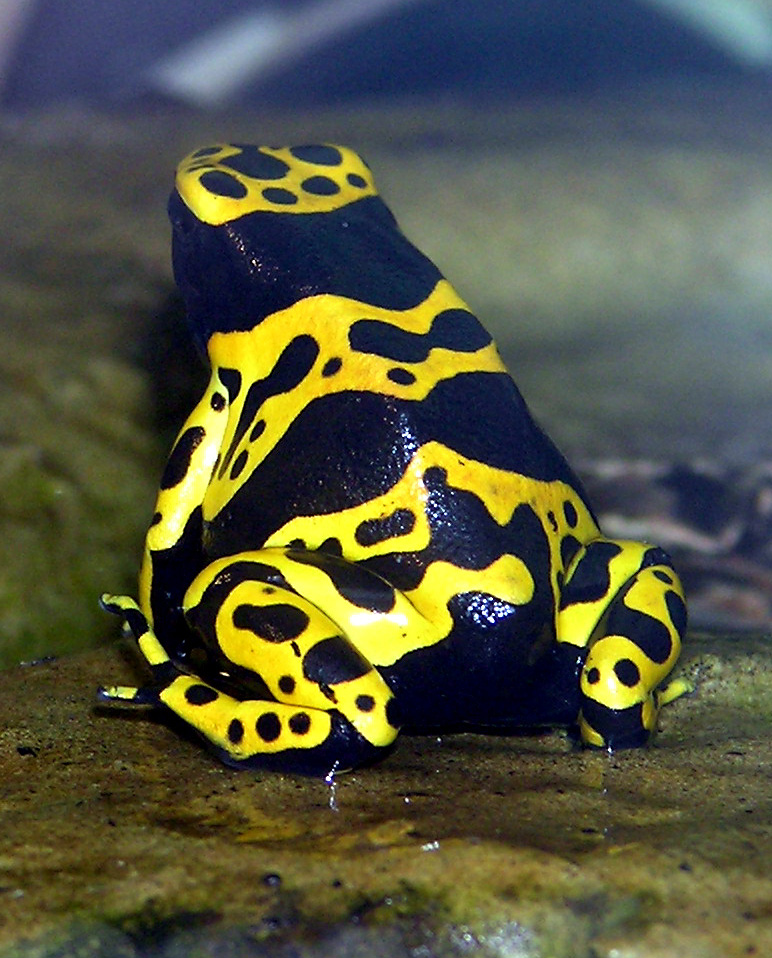
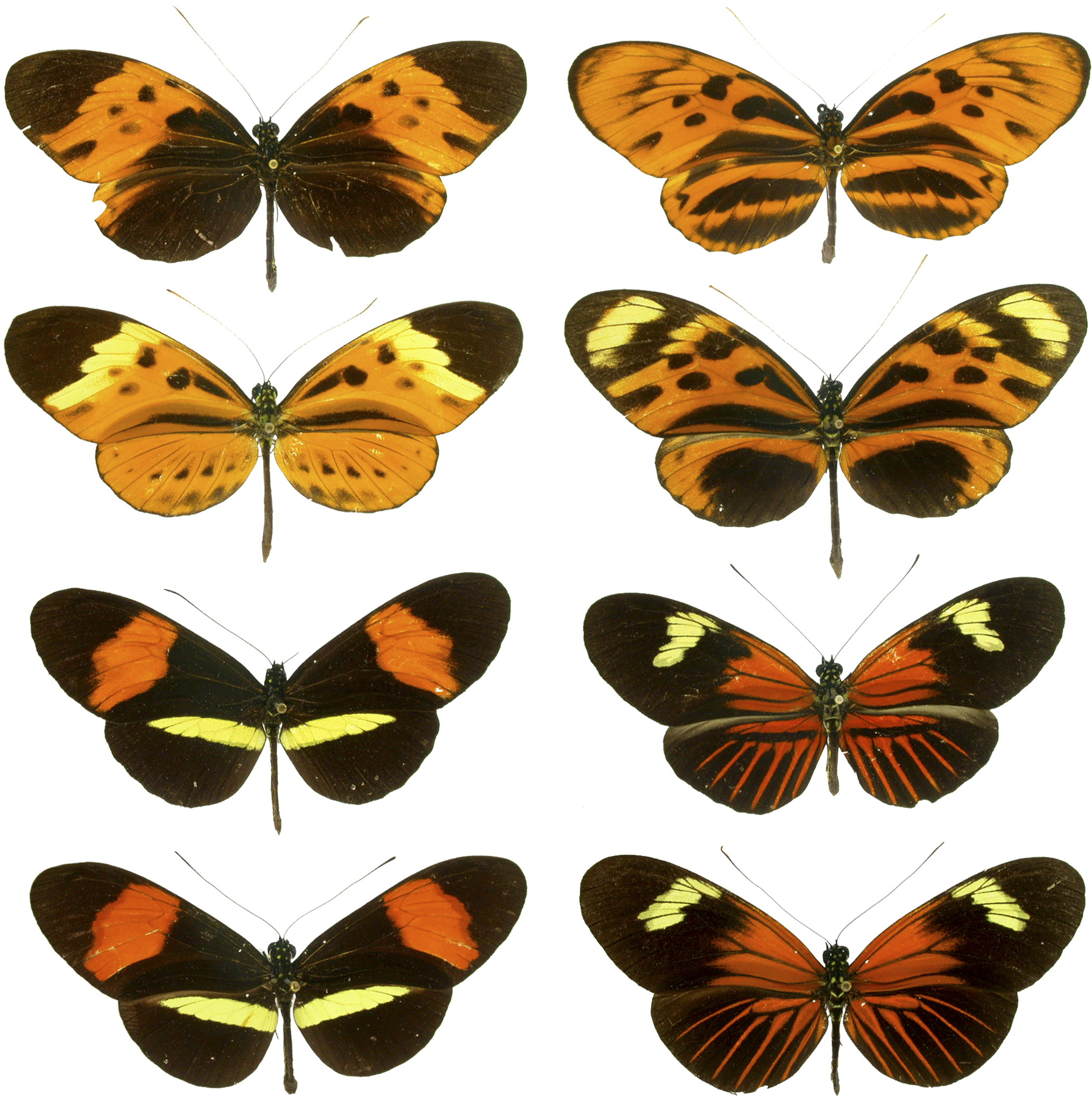